# Naroman Beto Leste
Naroman Beto Leste (ehemals indonesisch Naroman Beto Timur, auch Naroman B. T.) ist eine osttimoresische Aldeia im Suco Madohi (Verwaltungsamt Dom Aleixo, Gemeinde Dili). 2015 lebten in der Aldeia 934 Menschen.
Das Wort „Naroman“ entstammt dem Tetum und bedeutet „Helligkeit“, „strahlend“ oder „scheinend“.

## Geographie
Naroman Beto Leste liegt im Osten von Madohi und bildet einen Teil des Stadtviertels Beto Leste. Im Norden reicht es bis zur Start- und Landebahn des Flughafens Presidente Nicolau Lobato, ab der die Aldeia Beto Tasi beginnt. Westlich liegt die Aldeia Loro Matan Beto Leste und südlich die Aldeia Beto Leste. Im Osten liegt Naroman Beto Leste am Ufer des Rio Comoro, an dessen anderem Ufer sich der Suco Bebonuk befindet. Der Fluss führt nur in der Regenzeit Wasser, so dass man ihn ansonsten über die Furt Travessa de We'e To'o überqueren kann.